# Stokkelaarsbrug
Stokkelaarsbrug est un hameau situé dans la commune néerlandaise de De Ronde Venen, dans la province d'Utrecht.